# Eriosema crassicaule
Eriosema crassicaule är en ärtväxtart som beskrevs av John Wesley Grear. Eriosema crassicaule ingår i släktet Eriosema och familjen ärtväxter. Inga underarter finns listade i Catalogue of Life.